# Pericoma uniformatum
Pericoma uniformatum är en tvåvingeart som beskrevs av Tonnoir 1953. Pericoma uniformatum ingår i släktet Pericoma och familjen fjärilsmyggor. Inga underarter finns listade i Catalogue of Life.